# 7390 Kundera
7390 Kundera este o planetă minoră (asteroid), cu un diametru de 5,585 km, din centura de asteroizi. A fost descoperită pe 31 august 1983 la Observatorul Kleť de Observatorul Kleť și a fost numită după Milan Kundera. 
Obiectul prezintă o orbită caracterizată de o semiaxă mare de 2,5408381 UAi, o excentricitate de 0,21, o înclinație de 13,91333 ° în raport cu ecliptica.